# Clitofonte (ateniese)
Clitofone (in greco antico: Κλειτόφων Ἀριστωνύμου?, Kleitóphōn Aristōnúmou; V secolo a.C.) è stato uno statista, oligarca e intellettuale ateniese.
Il suo coinvolgimento nella politica ateniese contribuì a spianare la strada al governo dei Quattrocento in seguito al colpo di Stato ateniese del 411 a.C. Egli appare anche negli scritti di Platone, e presenta una filosofia di "relativismo normativo radicale"  in un breve ruolo in  La Repubblica.

## Biografia
Poco si conosce della prima parte della sua vita. La sua partecipazione nella riforma del governo di Atene a seguito della disastrosa spedizione in Sicilia del 413 a.C., fa risalire la sua nascita al 452 a.C. o anche prima, poiché il consiglio assembleare di cui faceva parte era costituito da uomini di età superiore ai quarant'anni.  La Costituzione degli Ateniesi attribuita ad Aristotele, cita Clitofonte come uno dei primi sostenitori di un ritorno alla costituzione ancestrale (patrios politeia),, un passo decisivo verso l'oligarchia del Quattrocento. L'opera registra anche il suo successivo incarico come ambasciatore a Lisandro nel 404 a.C., che rappresenta un marchio di un'oligarchia moderata associato con figure come Teramene.

## In letteratura
Platone descrive Clitofonte come uno stretto collaboratore del sofista e retore Trasimaco e dell'oratore Lisia. Clitofonte assiste quest'ultimo nel Libro 1 di Platone de La Repubblica, postulando un breve ma significativo argomento relativistico secondo cui il vantaggio del più forte è identico a qualunque, il più forte, crede che sia. Nel potenzialmente apocrifo dialogo platonico che porta il suo nome egli appare come uno scontento allievo di Socrate, che egli attacca per l'impraticabilità e la mancanza di conoscenza positiva del metodo socratico.
La commedia di Aristofane associa Clitofonte a Teramene, parodiando i due per la loro incostanza politica ne Le rane.